# Australská hymna
Hymna Austrálie je píseň Advance Australia Fair. Jejím autorem je skotský hudební skladatel Peter Dodds McCormick a vznikla v roce 1878. Oficiální status hymny však získala až v roce 1984. Do té doby byla v Austrálii vlasteneckou písní. Za účelem výběru státní hymny bylo uspořádáno hlasování, v němž se rozhodovalo mezi touto písní, britskou hymnou God Save the Queen, neoficiální australskou hymnou Waltzing Matilda a Song of Australia.
Od 1. ledna 2021 Austrálie změnila část textu národní hymny, který má zdůraznit roli a význam původních národů v dějinách země. V první sloce australské hymny se změnila slova. Její začátek původně zněl „Australians all let us rejoice/For we are young and free (Australané, radujme se všichni za to/jak jsme mladí a svobodní). V nové verzi se zpívá „one and free“, neboli „jednotní a svobodní“.

## Text hymny
První sloka
Australians all let us rejoice,
For we are one and free;
We've golden soil and wealth for toil;
Our home is girt by sea;
Our land abounds in nature's gifts
Of beauty rich and rare;
In history's page, let every stage
Advance Australia Fair.
In joyful strains then let us sing,
Advance Australia Fair.
Druhá sloka
Beneath our radiant Southern Cross
We'll toil with hearts and hands;
To make this Commonwealth of ours
Renowned of all the lands;
For those who've come across the seas
We've boundless plains to share;
With courage let us all combine
To Advance Australia Fair.
In joyful strains then let us sing,
Advance Australia Fair.
Český překlad
První sloka:
Australané, radujme se všichni za to,
jak jsme mladí a svobodní.
Máme zlatou půdu a bohatství za naši dřinu,
náš domov je obklopen mořem.
Naše země oplývá přírodními dary,
dary krásné bohaté a vzácné.
V historii, ať každá etapa rozvíjí australskou krásu.
V radostném napětí pak všichni zpívejme:
,,Rozvíjejme australskou krásu".
Druhá sloka:
Pod naším zářivým Jižním křížem
budeme dřít srdcem a rukama,
abychom vytvořili toto Společenctví našich proslulých zemí.
S těmi, kdo přišli přes moře,
se neomezeně rozdělíme o naše pláně.
S odvahou se všichni spojíme k
,,Rozvíjení australské krásy"
V radostném napětí pak všichni zpívejme:
,,Rozvíjejme australskou krásu".